# Kaniew
Kaniew [pronunciación en polaco: /ˈkaɲef/] (en alemán: Kaniewo) es un pueblo ubicado en el distrito administrativo de Gmina Koźmin Wielkopolski, dentro del Distrito de Krotoszyn, Voivodato de Gran Polonia, en el oeste de Polonia central. Se encuentra aproximadamente a 4 kilómetros al suroeste de Koźmin Wielkopolski, a 13 kilómetros al norte de Krotoszyn, y a 75 kilómetros al sureste de la capital regional Poznan.